# Frantz von Jessen
Frantz Christopher von Jessen, född 18 april 1870 i Horsens, död 31 mars 1949 i Köpenhamn, var en dansk tidningsman och politiker.
Jessen , som var internationellt känd, var anställd vid de Ferlewska tidningarna, vid Berlingske Tidende och Le Temps från 1913, vid Dagens Nyheder från 1930. Av Jessens tidningsartiklar har utgetts i bokform Egne jeg saa (1906), Begivenheder jaeg oplevede (1907), Mennesker jeg mødte (1909). Som hans främsta verk har berättelsen Katja (1912) ansetts. Angörande politisk betydelse fick hans värdefulla Haandbog i det norslesvigske Spørsmaals Historie (1901), i synnerhet den franska upplagan (1906). Vikta är även Frakrig og § 5 (1919) och Slesvig paa Fredskonferencen (1926, i samarbete med André Tardieu), ett kraftfullt, dokumenterat angrepp på Carl Theodor Zahles regerings sönderjyska politik. Också Östgrönlandsfrågan intresserade Jessen. 1932-33 var Jessen danska pressens korrespondent i Haag.

## Utmärkelser
- Riddare av Dannebrogorden,  1904[2]
- Dannebrogsmännens hederstecken,  1930[2]
- Kommendör av Dannebrogorden,  1933[2]

[Redigera Wikidata]